# جزيرة ماسبات
جزيرة ماسبات (بالإنجليزية: Masbate Island) هي أكبر ثلاث جزر رئيسية في مقاطعة ماسبات في الفلبين. الجزيرتان الرئيسيتان الأخريان هما جزيرة تيكاو وجزيرة بورياس. إنها الجزيرة الحادية عشر الأكبر في الفلبين والجزيرة رقم 155 في العالم من حيث المساحة والجزيرة السبعين حسب عدد السكان في العالم .
الجزيرة مقسمة إلى 14 بلدية ومدينة واحدة، ويبلغ عدد سكانها 706897 نسمة. تضررت جزيرة ماسبات بشدة من جراء إعصار هايان، الذي تسبب في إجلاء حوالي 15700 شخص.